# Kongeslottet i Amsterdam
Kongeslottet i Amsterdam (nederlandsk: Koninklijk Paleis Amsterdam), oftest kaldet Slottet ved Dam (nederlandsk: Paleis op de Dam), er et slot i Amsterdam i Nederlandene. Det er et af tre slotte i Nederlandene, der er stillet til rådighed for den nederlandske monark. Det er beliggende på vestsiden af pladsen Dam i Amsterdams centrum ved siden af den gotiske kirke Nieuwe Kerk. Bygningen blev opført under den hollandske guldalder og tjente som rådhus fra 1655 til dets omdannelse til kongeslot i 1808.
I 2017 havde slottet omkring 258.000 besøgende, hvilket gør det til et af landets mest besøgte museer.